# Els Pets
Els Pets és un grup de rock català i pop rock originari del poble de Constantí. Els seus components són Lluís Gavaldà a la veu i guitarra, que n'és també el principal compositor, Joan Reig a la bateria i Falin Cáceres al baix. Amb més de tres dècades de trajectòria són considerats com un dels grans referents de la música pop catalana, amb una evolució sonora que va transitar en els seus inicis pel rock irreverent i festiu per reinventar-se més tard cap al pop d'autor costumista amb lletres d'alta qualitat literària. Al trio fundador oficial s'hi sumen actualment tres músics més: Joan-Pau Chaves (teclats) amb el grup des del 2001, Vidal Soler (guitarra) i Marcel Cavallé (guitarra).

## Història

### Inicis

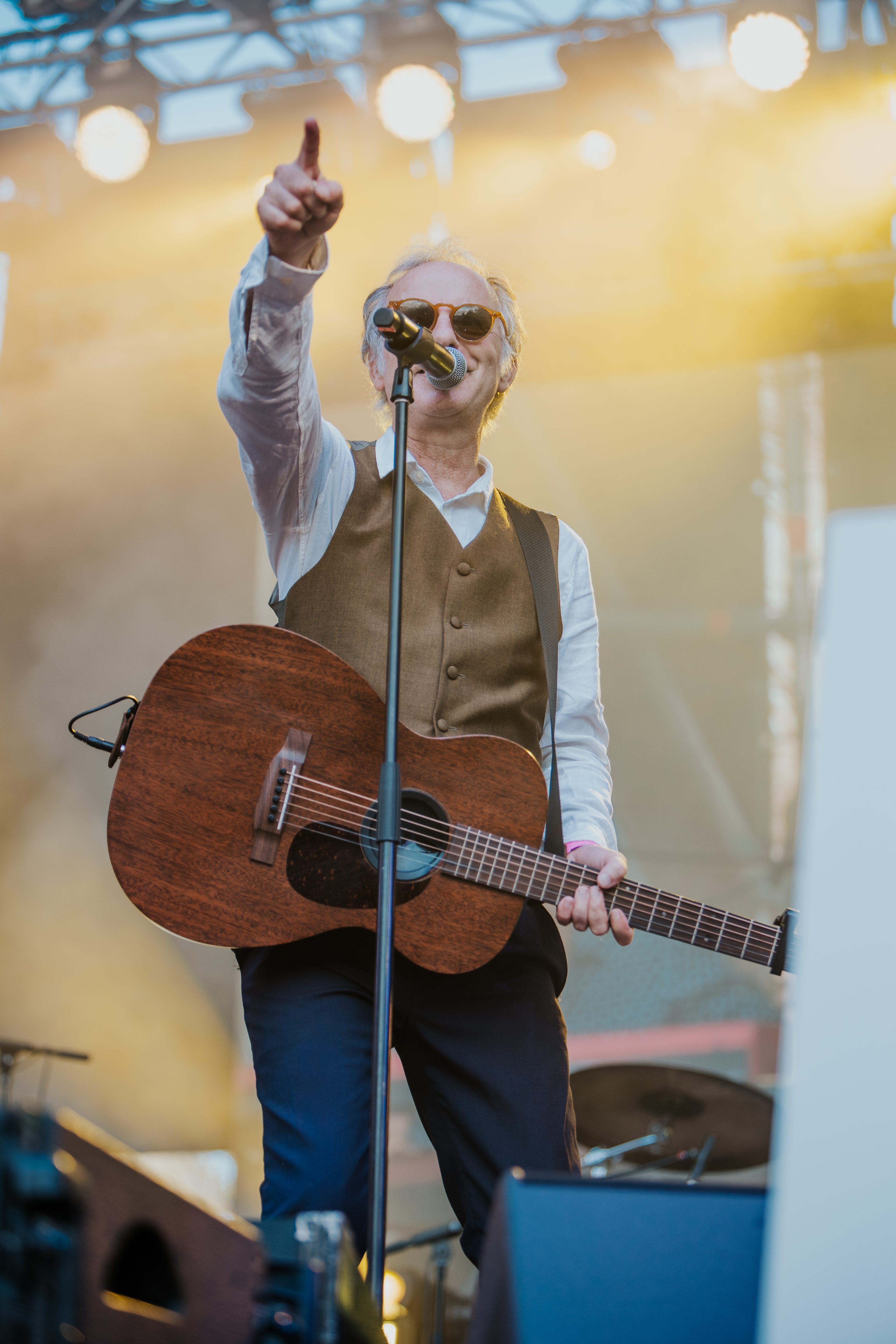
Lluís Gavaldà el 2022

El primer concert d'Els Pets fou el 24 de desembre de 1985, a Constantí. Part dels integrants procedien d'un grup anterior anomenat Condons adulterats, del qual formaven part els tres membres actuals i el cantant Ismael Sabater. De fet, alguns dels temes inicials d'Els Pets provenien d'aquest grup. Des dels inicis, van presumir dels seus orígens de comarques, tot reivindicant un rock amb denominació d'origen no urbana. En aquest sentit, la seva música es podia integrar dins de l'etiqueta «rock agrícola», ideada pel periodista Pep Blay. Després d'una estada de Lluís Gavaldà als Estats Units d'Amèrica, el guitarrista Ramon Vidal s'hi va incorporar, esdevenint el quart membre. A més, també hi participaven Les Llufes, Annabel Gavaldà (germana del cantant) i Maria van Liew, que tocaven l'orgue, el piano i feien les segones veus; i una secció de vents coneguda com els Vents de Baiona, els membres de la qual havien estat membres de l'Orquestra Parsimònia, on havia tocat Joan Reig.
Amb aquesta formació van gravar el 1989 el primer disc homònim, que incloïa cançons com «No n'hi ha prou en ser català», «Qui s'ha llufat», «Ella m'estima» i «Vespre», tema acústic que tanca el disc i que esdevindria un dels primers himnes del grup.

### Dècada del 1990

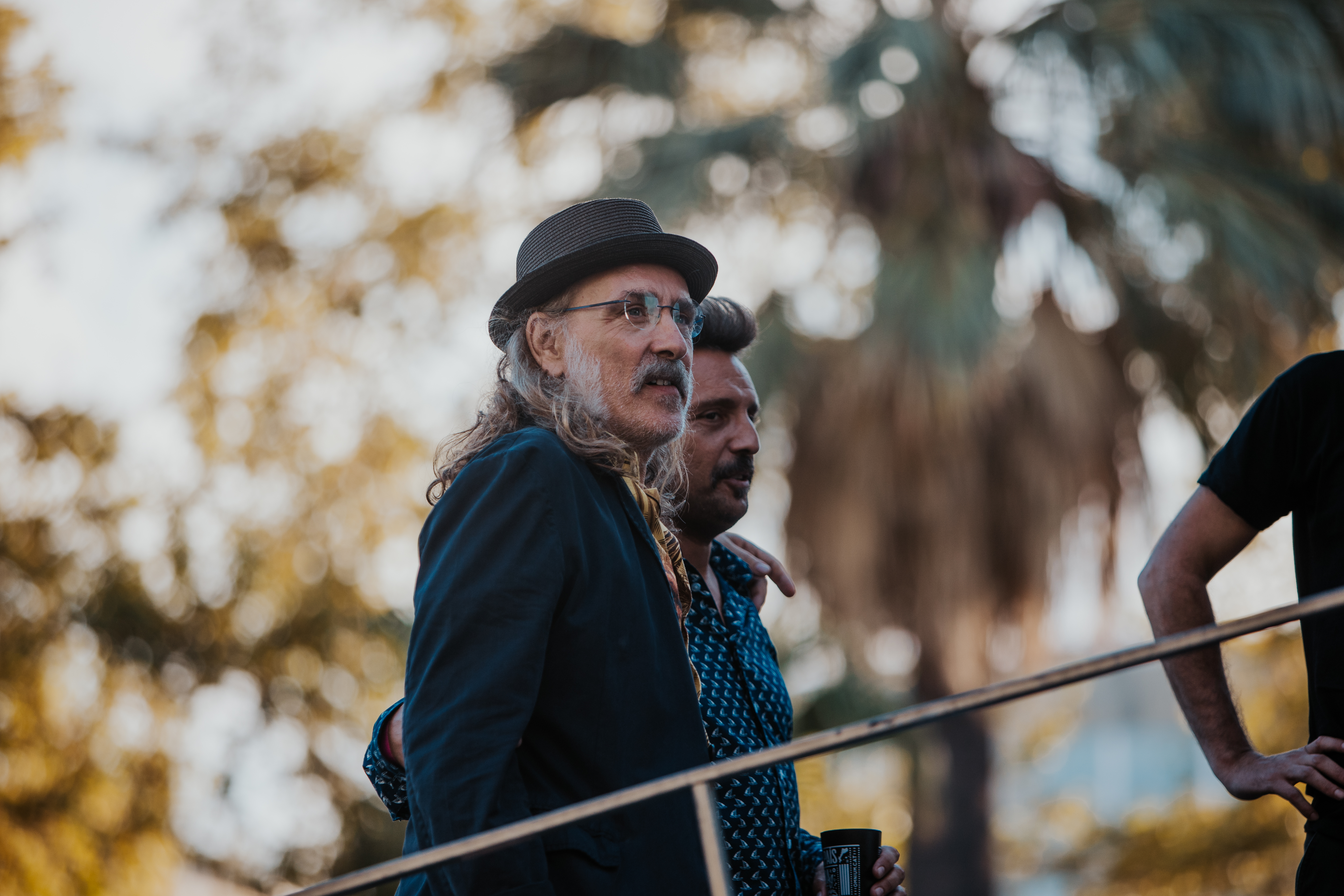
Joan Reig i Joan-Pau Chaves

El 1991 van tornar als estudis per gravar el seu segon disc, Calla i balla, amb la participació del productor musical Marc Grau, qui, a més de la producció, també fa el solo de guitarra de «S'ha acabat», un tema amb música i lletra de Joan Reig. Cançons com «Tarragona m'esborrona», «Està plovent» i «Vine a la festa» esdevenen himnes del nou moviment rock fet en llengua catalana. Aquí s'hi incorpora la nova llufa Núria Llaras, i als vents els saxofonistes Xavi Pie i Quim Burjales, Kiko Méndez al trombó. Aquell any participen al concert del Palau Sant Jordi del 14 de juny de 1991 amb Sopa de Cabra, Sau i Sangtraït, considerat com el clímax del fenomen social del rock català i rècord europeu d'assistència en un recinte tancat amb més de 22.000 assistents. Al final d'aquesta gira, Ramon Vidal abandona la banda definitivament per discrepàncies amb els altres tres membres.
Seguint amb aquesta etapa festiva, Els Pets van treure el seu tercer disc Fruits Sex l'any 1992, un treball més experimental i amb tocs psicodèlics. Hi incloïen temes innovadors com «Cervesa, nenes i rock'n'roll», «Un dimecres qualsevol», del qual es va fer un videoclip on el grup toca al terrat del col·legi Sagrat Cor, «No diguis res», basat en un poema de Montserrat Roig, o «Menja avellanes», un senzill que ja era un hit abans de la gravació del seu primer disc i que dona rellevància al nom d'aquest àlbum, que pretén reivindicar els orígens de pagès del grup. Algunes de les novetats de Fruits Sex són l'entrada de Marc Grau a les guitarres i Toni Saigi «Chupi» als teclats. En aquesta època Marc Grau esdevé l'arranjador dels temes i també qui porta la direcció del grup, tot orientant-la cap a una dedicació més professional.
El 1993, Els Pets participen en el concert de lluita contra la sida al Palau Sant Jordi, juntament amb Sangtraït, la Companyia Elèctrica Dharma i Marc Parrot. També componen la cançó de l'estiu de TV3, «Munta-t'ho bé», on s'incorporen el saxofonista canadenc Dave Pybus i la nova llufa Lore Aratzamendi. Enregistren un mini-CD amb aquest tema i versions de temes més antics anomenat Cap de setmana. A finals d'any reben el tercer «Èxit d'or» i participen en els recopilatoris Les millors balades del rock i El Tec i la Teca per cinquena vegada.
El 1994 treuen el seu quart àlbum, Brut Natural, que inicia la transició musical del grup i es converteix en el disc més venut de l'any. A la gravació s'hi destaquen temes com «Jo vull ser rei»', una paròdia a la monarquia, «Segon plat» i «Pantalons curts i els genolls pelats», una al·legoria a la seva infància i a la vida de pagès. Aquest any són protagonistes d'un programa de la BBC sobre el rock a Catalunya i també d'un programa del 30 minuts per celebrar el seu desè aniversari. El 22 de novembre reben de la Conselleria de Cultura de la Generalitat el Premi Nacional de la Música 1994.
L'any 1995 celebren els seus 10 anys de carrera amb la gira «Gira cua» amb què actuen arreu del territori català i interpreten la majoria dels temes més destacats dels seus discos: «Núria», «Quina tabarra», «Vaig calent» i «Ulls de color mel», una versió en català de «Brown Eyed Girl» de Van Morrison. Amb la incorporació de la nova llufa, Patrícia Reyes, van gravar un disc en directe amb peces tocades al llarg d'aquesta gira que porta per nom Vine a la festa.
El 1996 segueixen amb la mateixa gira, durant la qual aconsegueixen una mitjana de públic de més de 5.000 persones per concert, i on destaca el concert al Moll de la Fusta de Barcelona que supera les 60.000 persones i esdevé el concert més multitudinari de la seva història.
Un cop acabada aquesta primera etapa plenament festiva, el grup va renéixer el 1997 gràcies a l'impacte comercial del disc Bondia, que gràcies a la cançó que dona títol al disc, es transforma en el disc més venut de la música catalana amb 120.000 còpies. Alhora, en aquest treball van començar a renovar el seu so tot prenent com a font d'inspiració el pop britànic de The Kinks, Small Faces i els seus adorats The Beatles.
El disc Sol, de l'any 1999, va suposar una nova empenta pel que fa a la definició d'un so més personal. Des de llavors, el grup evoluciona des del rock festiu dels inicis cap a una identitat més intimista i madura. Poc després de la gravació d'aquest disc es produí la mort de Marc Grau a causa d'una malaltia i, tant en aquella gira com en la següent en què l'any 2000 van celebrar els seus 15 anys de carrera, s'hi incorporen Jordi Picazos a les guitarres i Xavier Ibáñez als teclats que ja havia enregistrat amb Marc Grau durant la gravació del disc.

### Dècada del 2000
A continuació enregistraren el disc Respira (2001) que fou el primer produït pel productor estatunidenc Brad Jones i dedicat a Marc Grau, on s'hi observen algunes sonoritats més contemporànies, una aposta clara pel pop d'autor i el retorn de Toni Saigi «Chupi» als teclats. A partir de la gira «Respira» s'hi introduí Marc Grasas com a segon guitarrista i el teclista Joan-Pau Chaves que amb el temps també n'esdevindria l'arranjador i director musical. Pel que fa al management, Els Pets s'incorporen per primera vegada a RGB. L'any 2004 surt l'àlbum Agost, que fou el segon àlbum produït per Brad Jones que suposa la consagració d'Els Pets a tots els nivells, tant pel que fa a públic com a crítica i que incorpora al cançoner dels de Constantí cançons tan emblemàtiques com «Soroll», «Pau» o «Agost». A més, el grup es converteix en el gran supervivent del rock català de la dècada del 1990 després de la desaparició de Sopa de Cabra, Sau, Sangtraït i Ja T'ho Diré.
El 2005 van dur a terme la gira «Giravint» que els va portar a vint ciutats i pobles com a celebració dels 20 anys d'existència del grup. El grup també va prendre part en una pel·lícula sobre el rock català, Rock&Cat, que es va estrenar el 2006. D'altra banda, Lluís Gavaldà va enregistrar el tema «A la meva vida» (versió d'«In my life» dels Beatles) per a El disc de la Marató, editat per Televisió de Catalunya.
L'any 2006, el trio de Constantí va organitzar una gira per diversos teatres de la geografia catalana anomenada Els Pets fan teatre. Aquesta gira va començar l'11 i 12 d'octubre amb dos concerts a La Pobla de Mafumet i, després de passar per diverses localitats com Reus, Valls, Barcelona o Girona, va acabar el 21 de gener de 2007 amb el darrer concert a Castellbisbal. En aquesta gira la banda anava acompanyada per Joan-Pau Chaves als teclats, David Muñoz «Gnaposs» a les guitarres i Joan Aguiar al violí, les mandolines i les percussions. En aquesta gira tenen la oportunitat de tocar a Mèxic, lloc on es van exiliar molts catalans durant el franquisme.
Durant l'any 2007, Els Pets porten a terme la gira «Com anar al cel i tornar», on presenten les cançons del darrer disc. El disc es un treball rodó que compta amb l'estil anglosaxó que vertebra la trajectòria del grup en la segona etapa amb l'evocació de pinzellades que s'aproximen a les bandes sonores cinematogràfiques del segle xx. La gira començà el 20 d'abril a Pineda de Mar i acabà el 12 d'octubre a Bellcaire d'Urgell.
L'any 2008, el grup va voler celebrar l'onzè aniversari del seu disc més popular amb la gira «Els Pets fan bon dia», on tocaven el disc sencer amb el mateix ordre. La gira va tenir una gran acollida entre els seus seguidors més veterans amb els seus vells èxits. L'any 2009 Els Pets fan la gira «Els Pets fan soroll»', una selecció de les seves cançons més elèctriques i animades.

### Dècada del 2010
L'any 2010 publiquen el seu desè disc d'estudi, Fràgil, amb un gran èxit de vendes i de crítica. És guardonat amb un Premi Enderrock al millor artista 2010 i al millor disc.
L'any 2011, per tal de celebrar el seu 25è aniversari, recopilen algunes de les seves millors cançons en el CD/DVD en directe Els Pets fan teatre enregistrat al Teatre Municipal de Balaguer el 2007. També fan una gira de concerts, Els Pets fan 25, amb una selecció de vint-i-cinc cançons ordenades cronològicament, iniciant els concerts amb «Vespre», del primer disc, i acabant-los amb una selecció de l'últim disc, Fràgil. El 2012 es prenen un any sabàtic, no obstant fan el seu primer concert a Londres, a la sala Cargo, esgotant totes les entrades.
El 2013 surt a la venda el disc L'àrea petita, produït per Raül Fernández «Refree», després de quatre discos amb el productor Brad Jones. El single del disc és «Bombolles». La gira per presentar el disc havia de començar el 13 de setembre de 2013 al Mercat de Música Viva de Vic però una crisi d'ansietat de Lluís Gavaldà va obligar a posposar l'inici de la gira fins al 19 d'octubre a Manresa. El gener de 2014 surt el segon senzill del disc, «Blue Tack», que torna a mostrar la habilitat de Lluís Gavaldà per teixir històries de vida colpidores i tendres al mateix temps. Així mateix, reben el Premi Enderrock al millor disc de pop en català del 2013.
A la gira dels seus 30 anys de carrera l'any 2015, «Trespuntzero», hi entra un nou guitarrista, Jordi Bastida, que també és membre del grup Trau, tot substituint David Muñoz, el saxofonista Oriol Cusó i el trompetista Jaume Peña, juntament amb Joan-Pau Chaves com a teclista, arranjador i responsable de la direcció musical del grup. La gira es divideix en dues parts: durant l'estiu els concerts són en format elèctric i festiu, i a partir de la tardor els concerts són acompanyats amb un conjunt de música de cambra tot essent nomenada «Trespuntzero de cambra». Com a celebració d'aquests 30 anys es publica un disc en directe d'aquesta segona part de la gira de cambra anomenat Trespuntzero i gravat a l'Auditori de Girona.
A l'estiu de 2018 entren a l'estudi de Joan Pons «El Petit de Cal Eril» a Guissona per a gravar un nou disc d'estudi després de cinc anys. El setembre de 2018 anuncien el títol del disc, Som, i el seu primer senzill «La vida és molt avorrida sense el teu cos». El segon, «L'exèrcit que vindrà», està dedicat a la gent que va participar en el referèndum sobre la independència de Catalunya l'1 d'octubre de 2017. D'altra banda, «Corpus», es tracta d'una peça autobiogràfica escrita pel bateria, Joan Reig, que denuncia una situació d'abusos sexuals soferts de nen de part d'una persona adulta del seu poble. El disc és rebut amb unanimitat per la crítica com un dels millors de la seva carrera. La gira que presenta el disc s'inicia al Gran Teatre del Liceu el desembre de 2018 en un concert memorable. En aquesta gira s'incorpora Marcel Cavallé a la guitarra. Com a cloenda a aquesta dècada reben el premi Enderrock per vint-i-unena vegada, una fita inèdita i que els transforma en el grup català de pop més guardonat de la història.

### Dècada del 2020

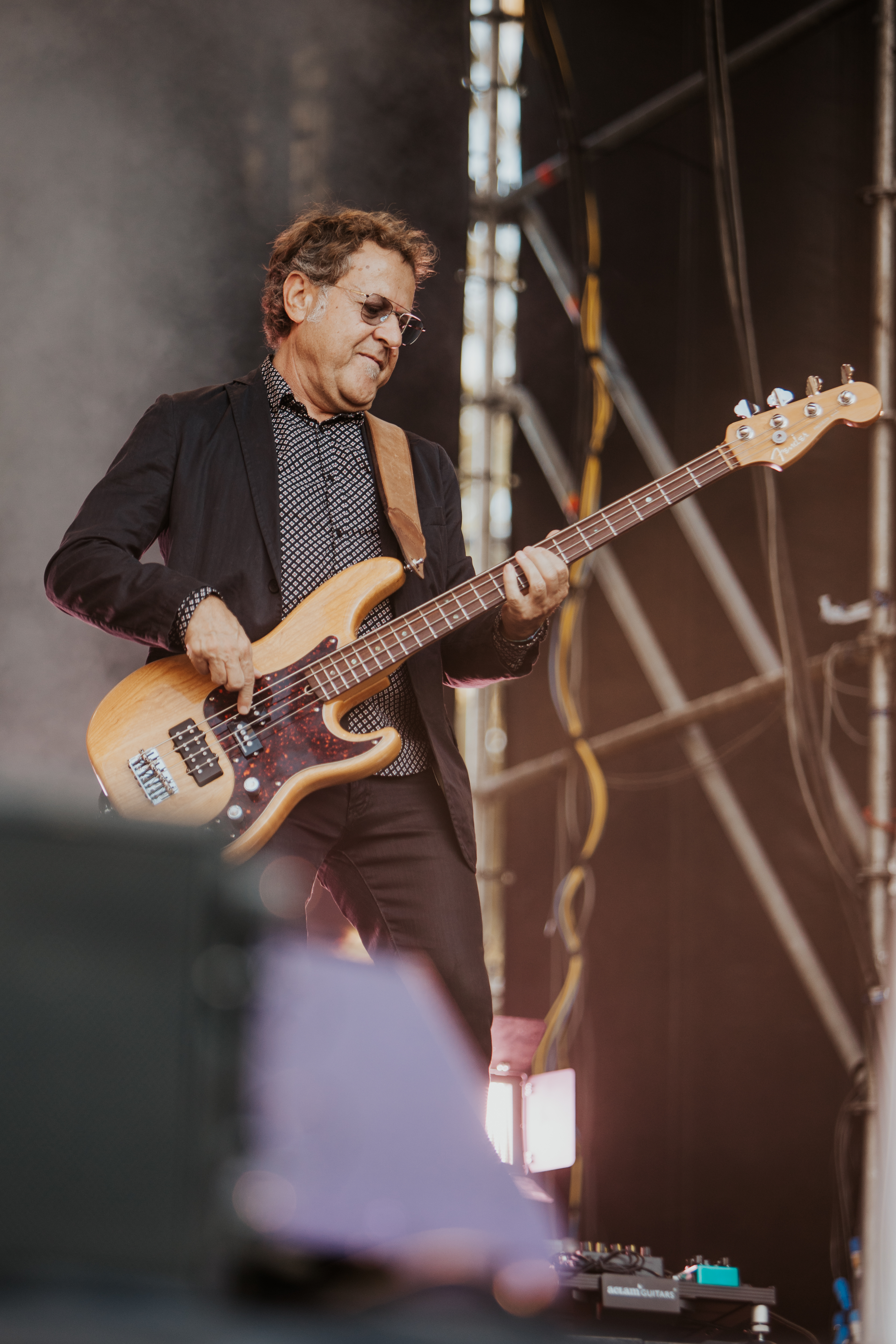
Falin Cáceres el 2022

El 2020 i 2021 Els Pets fan una gira per celebrar els seus 35 anys de carrera musical amb una gira de vint concerts amb la presència de vint temes de tota la seva trajectòria musical de manera retrospectiva, des de les més noves fins a les més antigues, coneguda amb el nom de «Gira 20/21». La propagació de la pandèmia de COVID-19 fa que la gira s'allargui fins al 2021. En aquesta gira hi participa Vidal Soler com a guitarrista en substitució de Jordi Bastida de forma temporal.
A finals del 2021, tot just preparant el seu nou disc que veurà la llum la primavera del 2022, Els Pets reben la Creu de Sant Jordi per part de la Generalitat de Catalunya. Durant la primavera de 2022 presenten un nou disc titulat 1963, fent referència a l'any de naixement dels tres principals membres del grup.

## Discografia

### Àlbums d'estudi
- Els Pets (1989)
- Calla i balla (1990)

- Fruits Sex (1992)
- Brut Natural (1994)
- Bondia (1997)
- Sol (1999)
- Respira (2001)
- Agost (2004)
- Com anar al cel i tornar (2007)
- Fràgil (2010)
- L'àrea petita (2013)
- Som (2018)
- 1963 (2022)[15]

### Recopilatoris i directes
- Vine a la Festa (1995). Recopilatori de directes de la gira de 1995.
- Malacara (2002). Recopilatori. També inclou el disc de 6 cançons En directe a l'Espai.
- Això és espectacle (2006). DVD Documental + directe de la Giravint.
- Fan teatre (2011). DVD + CD en directe de la gira Els Pets fan teatre.
- Trespuntzero (2015). CD en directe de la gira Trespuntzero de cambra.
- 40 (2024). Recopilatori pels 40 anys del grup. Només editat en vinil.

### Altres enregistraments
- Els singles: caixa recopilatòria de senzills dels dos primers discs que inclou «L'avi Martí» i «La veïna».
- Munta-t'ho bé: single que contenia la cançó de l'estiu de Televisió de Catalunya i dues pistes més.
- Bondia edició especial 10è aniversari: el disc Bondia, més 6 cançons de la maqueta i un DVD.

## Videoclips
- Els Pets (1989):
  - Qui s'ha llufat
- Calla i balla (1991):
  - S'ha acabat
  - Tarragona m'esborrona
- Fruits sex (1992):
  - Un dimecres qualsevol
- Brut natural (1994):
  - Pantalons curts i els genolls pelats
- Bondia (1997):
  - Bon dia
  - Una estona de cel
  - Digue'm que m'estimes (encara que sigui mentida)
- Sol (1999):
  - Tantes coses a fer
  - Aquest cony de temps
- Respira (2001):
  - Estúpidament feliç
  - Noia de vidre
- Mala cara (2002):
  - Mala cara
- Agost (2004):
  - Pau
  - Soroll
  - Agost
  - Bocins de tu
- Com anar al cel i tornar (2007):
  - XL
  - Parla
- Fràgil (2010):
  - Per veure't a tu
  - El que val la pena de veritat
- L'àrea petita (2013):
  - Bombolles
  - Blue Tack
  - L'àrea petita
- Som (2018):
  - La vida és molt avorrida sense el teu cos
  - No vull que t'agradi aquesta cançó
  - Mil hiverns
- 1963 (2022)
  - Ulls com piscines
  - No t'escolto
  - Jordi Puig